# Dinastía Wei del Norte

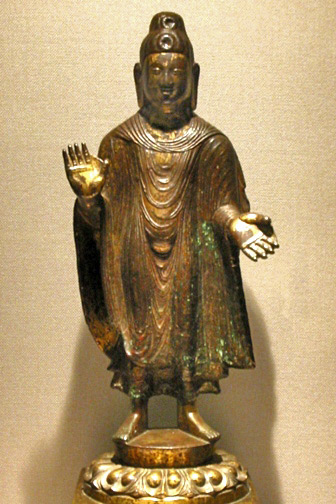
Buda Maitreya de Wei del Norte, 443 a. C.

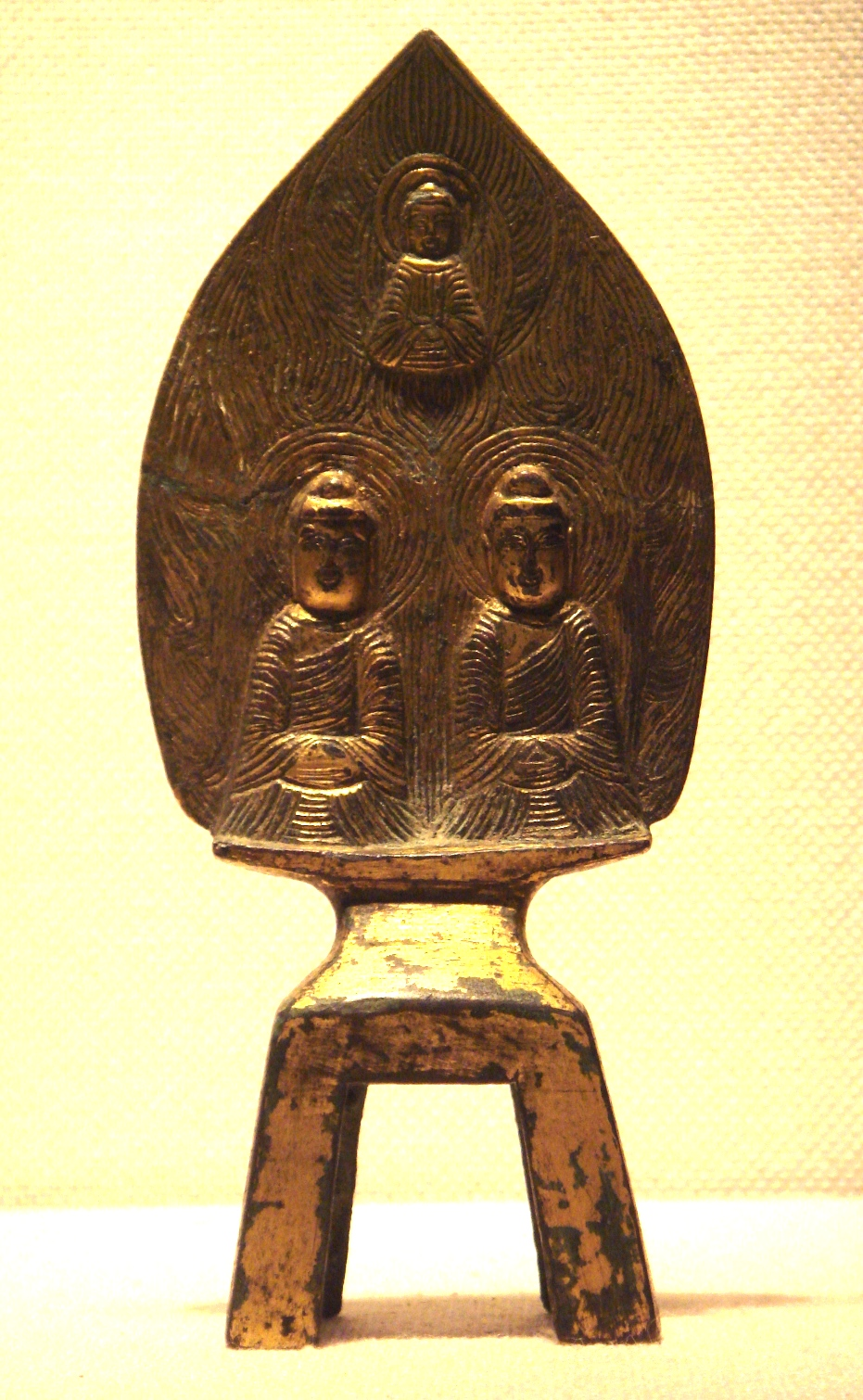
Estatua budista de Wei del Norte, 489 a. C. Museo Nacional de Tokio.

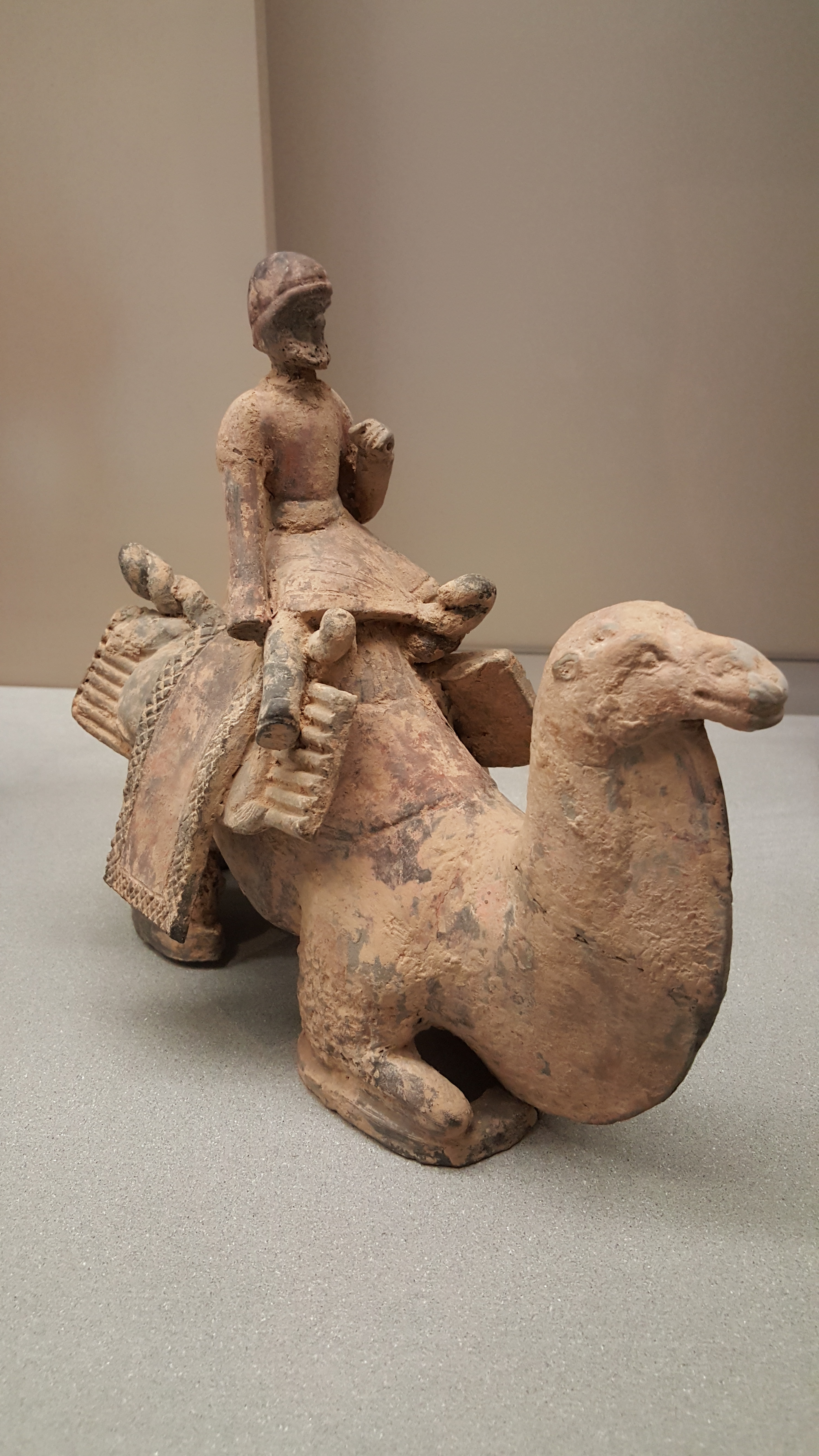
Figura de conductor de camello de la Ruta de la Seda, periodo de Wei del Norte.

Dinastía Wei del Norte o Imperio Wei del Norte (/weɪ/), también conocido como Tuoba Wei (拓跋魏), Wei posterior (後魏), o Yuan Wei (元魏), fue una dinastía fundada por el clan Tuoba de los Xianbei, que gobernó el norte de China desde 386 hasta 534 d. C. (de iure hasta 535), durante el período de las dinastías del norte y del sur. Descrita como "parte de una era de turbulencia política e intenso cambio social y cultural", la dinastía Wei del Norte es particularmente conocida por unificar el norte de China en 439. Este fue también un período de introducción de ideas extranjeras, como el budismo, que se estableció firmemente. Los escritores de las dinastías del Sur, que se consideraban los verdaderos defensores de la cultura china, se referían a los Wei del Norte como 'bárbaros trenzados' (索 虜 suolu).
Durante el período de Taihe (477-499) del emperador Xiaowen, consejeros de la corte instituyeron reformas radicales e introdujeron cambios que finalmente llevaron a la dinastía a trasladar su capital desde Datong a Luoyang en 494. Cambiaron su propio apellido familiar de Tuoba a Yuan (元) como parte de la sinización sistemática. Hacia el final de la dinastía hubo una gran disensión interna que resultó en una división entre Wei del Este y Wei del Oeste.
Han sobrevivido muchas antigüedades y obras de arte, tanto taoístas como budistas, de este período. Fue el momento de la construcción de las Grutas de Yungang cerca de Datong a mediados y finales del siglo V y, hacia la última parte de la dinastía, las grutas de Longmen en las afueras de Luoyang, en la que se encontraron más de 30.000 imágenes budistas de la época de esta dinastía.

## Ascenso de los Tuoba
La dinastía Jin había desarrollado una alianza con los Tuoba contra el estado Xiongnu Han Zhao. En 315 al jefe de Tuoba se le concedió el título de Príncipe de Dai. Sin embargo, después de la muerte de su príncipe fundador, Tuoba Yilu, el estado Dai se estancó y se mantuvo en gran parte como un aliado parcial y un estado tributario de Zhao posterior y Yan anterior, cayendo finalmente bajo el dominio de Qin anterior en 376.
Después de que el emperador de Qin, Fu Jiān, fuera derrotado por las fuerzas de Jin en la batalla del río Fei en su fallido intento de unificar China, el estado de Qin anterior comenzó a separarse. En 386, Tuoba Gui, el hijo (o nieto) de Tuoba Shiyijian (el último Príncipe de Dai), inicialmente reafirmó la independencia de los Tuoba como el Príncipe de Dai. Más tarde cambió su título por el de Príncipe de Wei y, por lo tanto, su estado fue conocido como Wei del norte. En 391, Tuoba Gui derrotó a las tribus Rouran y mató a su jefe, Heduohan, obligándolos a huir hacia el oeste.
Inicialmente, los Wei del norte eran vasallos de Yan posterior, pero en 395 se había rebelado y en 398 había conquistado la mayor parte del territorio de Yan posterior al norte del río Amarillo. En 399 Tuoba Gui se declaró a sí mismo Emperador Daowu, y ese título fue utilizado por los gobernantes de Wei del norte durante el resto de la historia del estado. Ese mismo año derrotó a las tribus Tiele cerca del desierto de Gobi.

## Unificación del norte de China
En 426, el emperador de Wei del Norte, Taiwu, fijó su objetivo en el Reino de Xia gobernado por los Xiongnu. Envió a sus generales a atacar Puban (moderno Yuncheng) y Shancheng (moderno Sanmenxia), mientras él mismo asediaba la capital fuertemente fortificada de Xia, Tongwancheng, que cayó en 427, lo que obligó al emperador de Xia, Helian Chang, a huir hacia el oeste. Sin embargo, fue capturado en 428 y su hermano, Helian Ding, asumió el cargo de emperador de Xia.
En el otoño de 430, mientras Helian Ding se enfrentaba a Qin Occidental, Wei del Norte realizó un ataque sorpresa a la nueva capital de Xia, Pingliang, y conquistó el reino.
En el verano de 432, el emperador Taiwu, con Xia destruida, comenzó a atacar Yan del Norte y puso bajo asedio su capital Helong (moderna Jinzhou, Liaoning). Eligió retirarse al comienzo del invierno y lanzar ataques anuales para debilitarlo gradualmente durante los próximos años. En 436, el emperador Yan, Feng Hong, tuvo que evacuar su estado y huyó a Goguryeo, acabando con Yan del norte.
En 439, Wei del Norte lanzó un gran ataque contra Liang del Norte , capturando su capital Guzang (actual Wuwei, Gansu). En 441, la totalidad de Liang del Norte estaba bajo el mando de Wei. Por lo tanto, el norte de China se unificó bajo el emperador Taiwu, poniendo fin a la era de los Dieciséis Reinos y comenzando la era de las Dinastías del Norte y del Sur.

## Guerras con lasdinastías del Sur

### Guerra con Liu Song
La guerra entre Wei del Norte y la dinastía Liu Song gobernada por Han (chino simplificado: 汉族, chino tradicional: 漢族, pinyin: hàn zú) estalló mientras que la primera aún no había unificado el norte de China. El emperador Wu de Liu Song, cuando todavía era un general de la dinastía Jin, había conquistado tanto Yan del Sur en 410 como Qin Posterior en 417, empujando las fronteras de Jin más al norte hacia los territorios de Wei. Luego usurpó el trono de Jin y creó la dinastía Song. Después de enterarse de la muerte del emperador Wu de Song en 422, el emperador Mingyuan de Wei rompió relaciones con Song y envió tropas para invadir a su vecino del sur. Su plan era apoderarse de tres ciudades importantes al sur del río Amarillo: Luoyang, Hulao y Huatai. Sizhou, Yanzhou y la mayoría de las ciudades de la provincia Qing de Song cayeron en manos del ejército de Wei. El general de Liu Song, Tan Daoji, comandó un ejército para tratar de salvar esas ciudades y pudo mantener Dongyang, la capital de la provincia de Qingzhou. Las tropas de Wei del Norte finalmente se vieron obligadas a retirarse después de que se agotaron los suministros de alimentos. Las fuerzas de Wei también se estancaron en su asedio a Hulao, defendido por el competente general de Liu Song, Mao Dezu (毛德祖), pero mientras tanto pudieron capturar Luoyang y Xuchang en la primavera de 423, cortando el camino de cualquier fuerza de socorro de Liu Song para Hulao. En el verano de 423, Hulao cayó. La campaña cesó entonces, con Wei del Norte ahora controlando gran parte de la moderna Henan y el oeste de Shandong.
El emperador Wen de Liu Song continuó las campañas del norte de su padre. En 430, bajo el hábil general Dao Yanzhi, Liu Song recuperó las cuatro ciudades de Luoyang, Hulao, Huatai y Qiao'ao al sur del río Amarillo. Sin embargo, la falta de voluntad del emperador para avanzar más allá de esta línea provocó la destrucción del aliado del imperio, Xia, por los Wei. El emperador repitió este error, ya que varios estados del norte, como Yan del Norte, que se habían ofrecido a aliarse con Liu Song contra Wei, fueron rechazados, lo que finalmente llevó a la unificación del norte por Wei en 439.
En 450, el emperador Wen intentó destruir Wei del Norte por sí mismo y lanzó una invasión masiva. Aunque inicialmente tuvo éxito, la campaña se convirtió en un desastre. Los Wei atrajeron a los Liu Song para que cruzaran el río Amarillo y luego los flanquearon, destruyendo al ejército del Este.
Cuando los ejércitos de Liu Song se retiraron, el emperador Taiwu de Wei ordenó a su tropa que se moviera hacia el sur. Las provincias al sur del río Amarillo fueron devastadas por el ejército de Wei. Solo Huatai, una ciudad fortificada, resistió contra los Wei. Las tropas de Wei se retiraron en enero de 451, sin embargo, el daño económico a los Song fue inmenso. El emperador Wen hizo otro intento de conquistar Wei del Norte en 452, pero volvió a fracasar. Al regresar a la capital, fue asesinado por su supuesto heredero, Liu Shao.
En 466, Liu Zixun libró una infructuosa guerra civil contra el emperador Ming de Liu Song. Los gobernadores de la provincia de Xu (徐州) y la provincia de Yan (兗 州, Shandong occidental moderno), que anteriormente juraron lealtad a Liu Zixun, por temor a represalias del emperador de Liu Song, entregaron estos territorios al rival Wei del Norte. Las fuerzas de Wei del Norte rápidamente tomaron posiciones de defensa contra las fuerzas atacantes enviadas por el emperador Ming. Con las fuerzas de Liu Song incapaces de sitiar Pengcheng de manera efectiva, se vieron obligados a retirarse en la primavera de 467, lo que hizo que estas populosas provincias se perdieran ante Wei del Norte.

### Guerra con Qi del Sur
En 479, Xiao Daocheng usurpó el trono de Liu Song y se convirtió en emperador de la nueva dinastía Qi del Sur. Al escuchar la noticia, el emperador de Wei del Norte se preparó para invadir con el pretexto de instalar a Liu Chang, hijo del emperador Wen de Liu Song, que había estado exiliado en Wei desde el 465 d. C.
Las tropas de Wei comenzaron a atacar Shouyang pero no pudieron tomar la ciudad. Qi del Sur comenzó a fortificar su capital, Jiankang, para evitar más incursiones Wei.
Se libraron múltiples asedios y escaramuzas hasta 481, pero la guerra se desarrolló sin ninguna campaña importante. En 490 se firmó un tratado de paz con el emperador Wu.

### Guerra con Liang
En 502, el general de Qi del Sur, Xiao Yan, derrocó al emperador Xiao Baojuan después de librar una guerra civil de tres años contra él. Xiao Yan fue entronizado en Jiankang para convertirse en el emperador Wu de la dinastía Liang.
Ya en el 503, Wei del Norte esperaba restaurar el trono del Qi del Sur. Su plan era instalar a Xiao Baoyin, un príncipe Qi del Sur, como emperador del estado títere. Una expedición al sur fue dirigida por el príncipe Yuan Cheng de Wei y Chen Bozhi, un ex general de Qi. En la primavera de 505, Xinyang y Hanzhong ya habían caído bajo Wei del Norte.
En 505, el emperador Wu inició la ofensiva de Liang. Un ejército fuerte se reunió rápidamente bajo el mando del general Wei Rui y tomó a los Wei por sorpresa, llamándolo el ejército más fuerte que habían visto de las Dinastías del Sur en cien años. En la primavera de 506, Wei Rui pudo capturar Hefei. En el otoño de 506, Wei Rui atacó al ejército de Wei del Norte que estaba estacionado en Luokou durante casi un año sin avanzar. Sin embargo, cuando el ejército de Wei se reunió, Xiao Hong, príncipe de Linchuan, comandante de Liang y hermano menor del emperador Wu, escapó atemorizado, lo que provocó que su ejército colapsara sin una batalla. Las fuerzas de Wei del Norte atacaron a continuación la fortaleza de Zhongli (鍾離, en el moderno Bengbu), sin embargo, fueron derrotados por un ejército de Liang comandado por Wei Rui y Cao Jingzong, poniendo fin a la guerra. Después de la Batalla de Zhongli, continuaría habiendo batallas fronterizas de vez en cuando, pero ninguna guerra a gran escala durante años.
En 524, mientras Wei del norte estaba plagado de rebeliones agrarias en el norte y el oeste, el emperador Wu lanzó una serie de ataques en el territorio del sur de Wei. Las fuerzas de Liang encontraron en gran parte poca resistencia. En la primavera de 525, el general de Wei del norte, Yuan Faseng, entregó la ciudad clave de Pengcheng a Liang. Sin embargo, en el verano de 525, el hijo del emperador Wu, el príncipe Xiao Zong (蕭 綜), empezó a sospechar de que en realidad era el hijo del emperador de Qi del Sur, Xiao Baojuan (porque su madre, la consorte Wu, era anteriormente la concubina de Xiao Baojuan y le había dado a luz sólo siete meses después de convertirse en la concubina del emperador Wu), entregó Pengcheng a Wei del Norte, poniendo fin a los avances de Liang en el noreste, aunque en el verano de 526, Shouyang cayó ante las tropas de Liang. Durante los siguientes años, Liang continuó obteniendo pequeños avances en las fronteras con Wei del Norte.
En 528, después de un golpe en Wei del Norte, con el señor de la guerra Erzhu Rong derrocando a la emperatriz viuda Hu, varios funcionarios de Wei del Norte, incluidos Yuan Yue, Yuan Yu y Yuan Hao, huyeron y entregaron a Liang los territorios que controlaban. En el invierno de 528, el emperador Wu nombró Príncipe de Wei a Yuan Hao, con la intención de que reclamara el trono de Wei del Norte y, si tenía éxito, se convirtiera en vasallo de Liang. Mandó a su general Chen Qingzhi (陳 慶 之) con un ejército para escoltar a Yuan Hao de regreso a Wei del Norte. A pesar del pequeño tamaño del ejército de Chen, ganó batalla tras batalla, y en la primavera de 529, después de que Chen capturara Suiyang (actual Shangqiu), Yuan Hao, con la aprobación del emperador Wu, se proclamó emperador de Wei del Norte. En el verano de 529, las tropas de Erzhu no pudieron hacer frente a Chen Qingzhi, lo que obligó al emperador Xiaozhuang de Wei del Norte a huir de la capital, Luoyang. Después de capturar Luoyang, Yuan Hao secretamente quería rebelarse contra Liang: cuando Chen Qingzhi le pidió al emperador Wu que enviara refuerzos, Yuan Hao envió al emperador Wu un aviso advirtiéndole en contra, y el emperador Wu, creyendo en Yuan Hao, no envió tropas adicionales. Pronto, Erzhu y el emperador Xiaozhuang contraatacaron y Luoyang cayó. Yuan Hao huyó y murió en la huida, y el propio ejército de Chen fue destruido, aunque Chen pudo huir de regreso a Liang.
En 530, el emperador Wu hizo otro intento de establecer un régimen vasallo en Wei del Norte mediante el nombramiento de Yuan Yue como príncipe de Wei, y mandó al tío de Yuan Yue, Fan Zun (范 遵), con un ejército para escoltar a Yuan Yue de regreso a Wei del Norte. Yuan Yue hizo algunos avances, particularmente debido a los disturbios precipitados poco después cuando el emperador Xiaozhuang mató a Erzhu Rong y, a su vez, fue derrocado por el sobrino de Erzhu Rong, Erzhu Zhao y el primo Erzhu Shilong. Sin embargo, Yuan Yue se dio cuenta de que los Erzhus se hicieron firmemente con el control de Luoyang y que él no podría derrotarlos, por lo que regresó a Liang en el invierno de 530.
En 532, con Wei del Norte nuevamente en guerra civil después de que el general Gao Huan se levantara contra los Erzhus, el emperador Wu envió un ejército para escoltar a Yuan Yue de regreso a Wei del Norte. Gao Huan dio la bienvenida a Yuan Yue, pero decidió no nombrarlo emperador. Posteriormente, el emperador Xiaowu de Wei del Norte, a quien Gao nombró emperador, hizo ejecutar a Yuan Yue.
Con Wei del Norte dividido en Wei del Este y Wei del Oeste debido a la huida del emperador Xiaowu, el emperador Wu inicialmente continuó enviando sus fuerzas para obtener ganancias territoriales menores en las fronteras, tanto contra Wei del Este como Wei del Oeste, durante varios años.

## Políticas
A principios de la historia de Wei del Norte, el estado heredó varias tradiciones de su historia inicial como una tribu Xianbei, y algunas de las más inusuales, desde el punto de vista tradicional chino:
- Los funcionarios no recibían salarios, pero se esperaba que reunieran sus necesidades básicas directamente de las personas a las que gobernaban. A medida que avanzaba la historia del imperio Wei del Norte, esto parecía ser un factor importante que contribuía a la corrupción entre los funcionarios. No fue hasta el segundo siglo de existencia del imperio que el estado comenzó a distribuir salarios a sus funcionarios.
- Las emperatrices no eran nombradas de acuerdo con los favores imperiales o la nobleza de nacimiento, sino que requerían que las candidatas se sometieran a una ceremonia en la que tenían que forjar estatuas de oro personalmente, como una forma de discernir el favor divino. Solo una consorte imperial que lograse forjar una estatua de oro podría convertirse en emperatriz.
- A todos los hombres, independientemente de su origen étnico, se les ordenó atar el cabello en una única trenza que luego se enrollaba y se colocaba en la parte superior de la cabeza y luego se colocaba una gorra sobre la cabeza.
- Cuando se nombraba un príncipe heredero, su madre, si aún estaba viva, debía ser obligada a suicidarse.[a]
- Como resultado, debido a que los emperadores no tenían madres, a menudo honraron a sus nodrizas con el título honorífico de "Nodriza Emperatriz Viuda" (保 太后, bǎo tài hòu).

A medida que avanzó la sinización del estado Wei del Norte, estas costumbres y tradiciones fueron abandonadas gradualmente.

### Organización de los campesinos
- Cinco familias formaban un barrio (lin)[8]
- Cinco lin formaban un pueblo (li)
- Cinco li formaban una comuna (tang)

En cada uno de estos niveles, se nombraban líderes asociados con el gobierno central. Para que el estado pudiese reclamar áreas de tierra secas y áridas, desarrolló aún más este sistema dividiendo la tierra de acuerdo con el número de hombres en edad de cultivarla. Más tarde, las dinastías Sui y Tang resucitaron este sistema en el siglo VII.

### Deportaciones
Durante el reinado del emperador Daowu (386–409), se estimó que el número total de personas deportadas de las regiones al este de Taihangshan (el antiguo territorio de Yan Posterior) a Datong era de alrededor de 460.000. Por lo general, las deportaciones tenían lugar una vez que se había conquistado un nuevo territorio.
| Año | Personas                              | Número          | Destino                |
| --- | ------------------------------------- | --------------- | ---------------------- |
| 398 | Xianbei de Hebei y norte de Shandong  | 100.000         | Datong                 |
| 399 | Grandes familias chinas               | 2.000 familias  | Datong                 |
| 399 | Campesinos chinos de Henan            | 100.000         | Shanxi                 |
| 418 | Xianbei de Hebei                      | ?               | Datong                 |
| 427 | Población del Reino de Xia            | 10.000          | Shanxi                 |
| 432 | Población de Liaoning                 | 30.000 familias | Hebei                  |
| 435 | Población de Shaanxi y Gansu          | ?               | Datong                 |
| 445 | Campesinos chinos de Henan y Shandong | ?               | Norte del río Amarillo |
| 449 | Artesanos de Chang'an                 | 2.000 familias  | Datong                 |

### Sinización

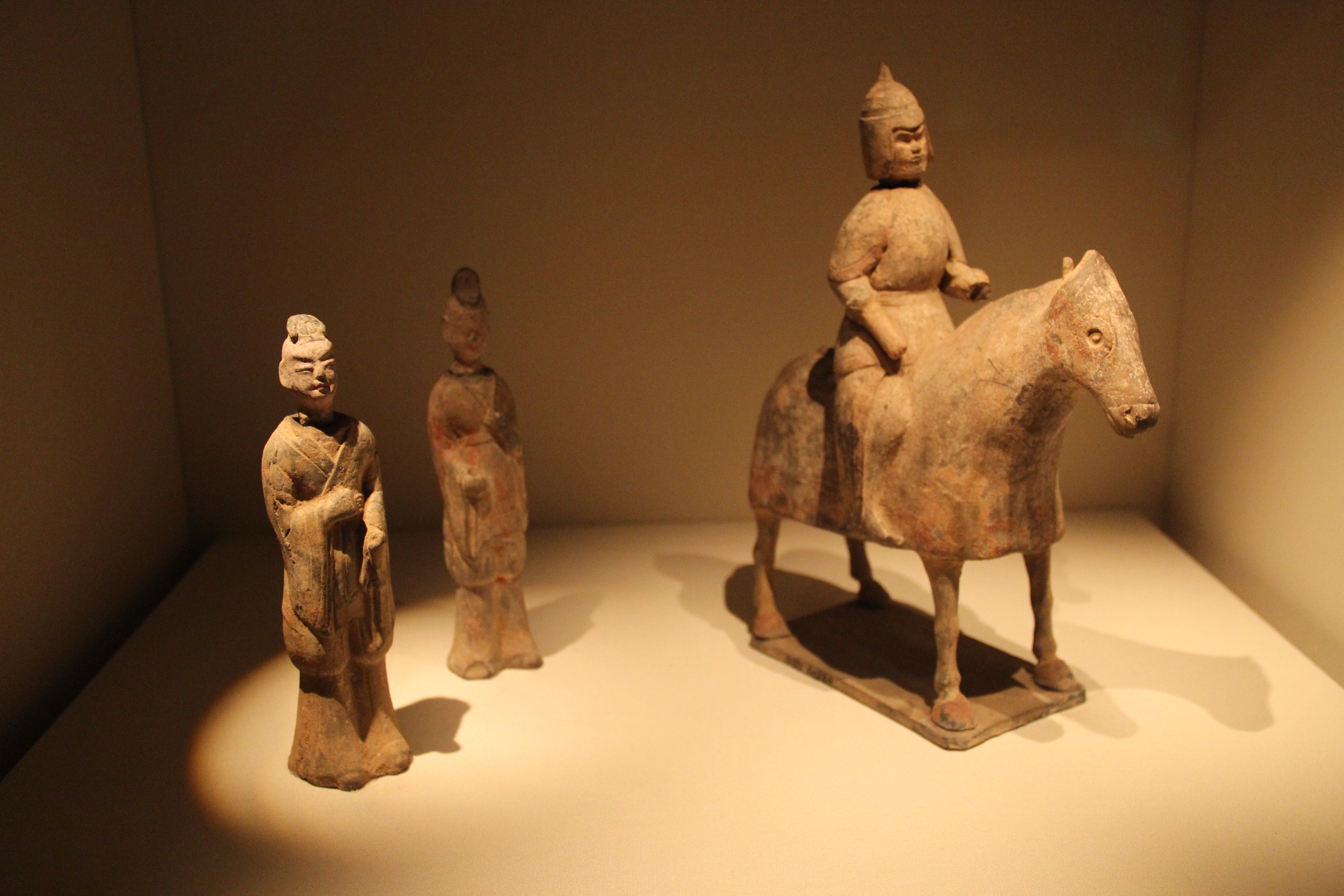
Caballería de Wei del Norte

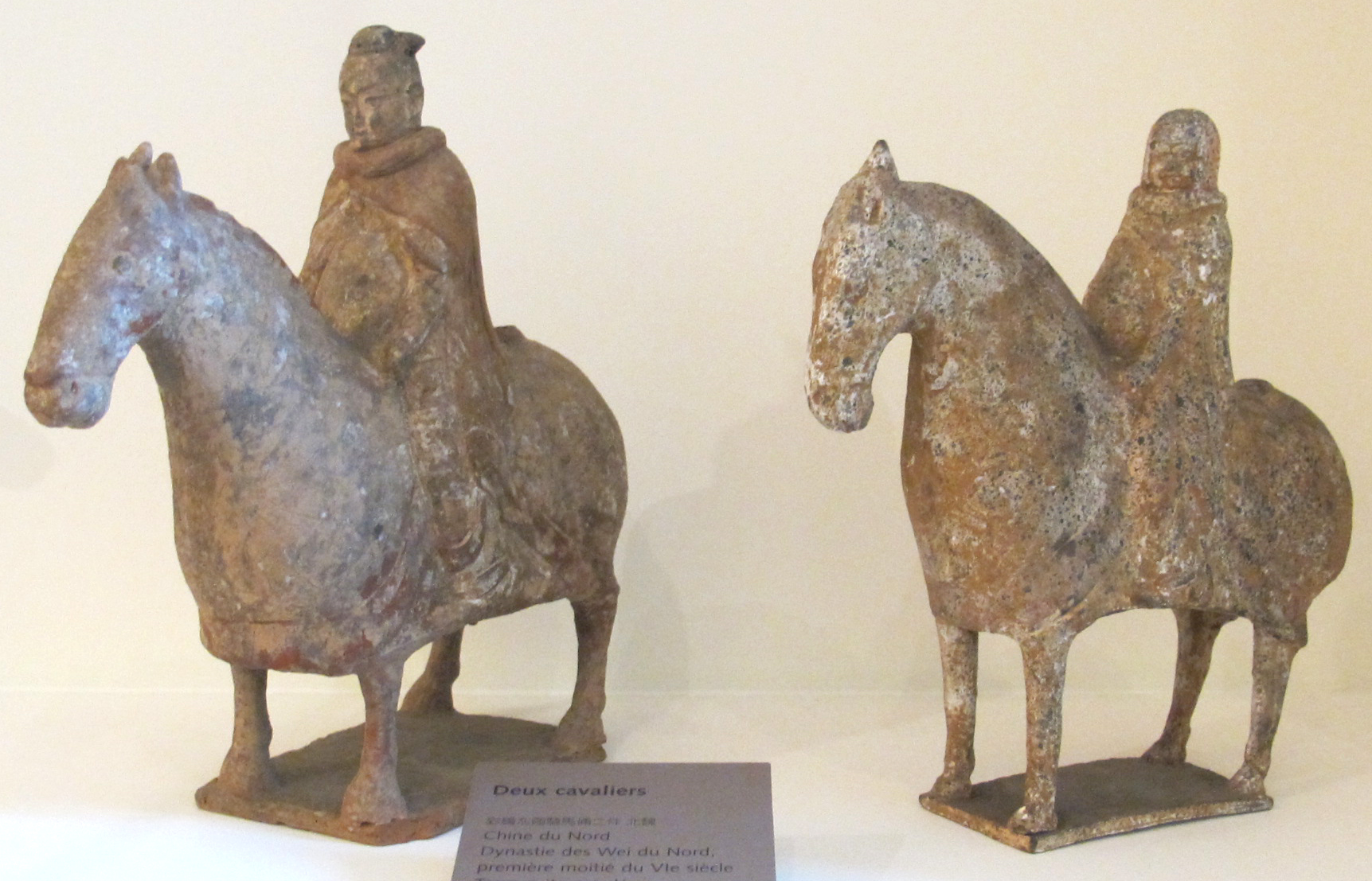
Caballería de Wei del Norte

A medida que crecía el estado Wei del Norte, también crecía el interés de los emperadores por las instituciones y asesores chinos Han. Cui Hao (381–450), consejero en la corte de Datong, jugó un papel importante en este proceso. Introdujo los métodos administrativos y los códigos penales chinos Han en el estado Wei del Norte, además de crear una teocracia taoísta que duró hasta el año 450. La atracción por los productos chinos Han, el gusto de la corte real por el lujo, el prestigio de la cultura china en ese momento, y el taoísmo fueron factores en la creciente influencia china en el estado Wei del Norte. Esta influencia se aceleró durante el traslado de la capital a Luoyang en 494 y el emperador Xiaowen continuó esto estableciendo una política de sinización sistemática que fue continuada por sus sucesores. Las tradiciones Xianbei fueron abandonadas en gran medida. La familia real llevó la sinización un paso más allá al cambiar su apellido a Yuan. Se fomentaron los matrimonios con familias chinas. Con esto, los templos budistas comenzaron a aparecer por todas partes, desplazando al taoísmo como religión estatal. Los templos se crearon a menudo para parecer extremadamente lujosos y extravagantes en el exterior de los templos. También, a partir del año 460, los emperadores comenzaron a erigir enormes estatuas de Buda talladas cerca de su capital, Pingcheng, que proclamaban a los emperadores como los representantes de Buda y los gobernantes legítimos de China.
Wei del Norte comenzó a hacer arreglos para que las élites chinas Han se casaran con hijas de la familia real Xianbei Tuoba en los años 480. Más del cincuenta por ciento de las princesas Tuoba Xianbei de Wei del norte fueron casadas con hombres chinos Han del sur de las familias imperiales y aristócratas del sur de China de las Dinastías del Sur, que desertaron y se trasladaron al norte para unirse a Wei del Norte. Algunos chinos Han de la realeza exiliados huyeron del sur de China y desertaron a Xianbei. Varias hijas del emperador Xianbei Xiaowen de Wei del Norte se casaron con las élites chinas Han: la princesa Lanling (蘭陵 公主) de Wei del Norte se casó con Liu Hui de Liu Song; la princesa Huayang (華陽 公主) fue casada con Sima Fei (司馬 朏), descendiente de la realeza de la dinastía Jin; la hermana del emperador Xiaozhuang, la princesa Shouyang, fue casada con el hijo del emperador Wu de Liang de la dinastía Liang, Xiao Zong (蕭綜).
Cuando terminó la dinastía Jin del Este, Wei del Norte recibió al chino Han y príncipe Jin, Sima Chuzhi (司馬楚之), como refugiado. Una princesa de Wei del Norte se casó con Sima Chuzhi, dando a luz a Sima Jinlong (司馬金龍). La hija del rey Xiongnu de Liang del Norte, Juqu Mujian, se casó con Sima Jinlong.
Los ocho apellidos nobles Xianbei del Wei del Norte (八大贵族) eran Buliugu (步六孤), Helai (賀賴), Dugu (獨孤), Helou (賀樓), Huniu (忽忸), Qiumu (丘穆), Gexi (紇奚) y Yuchi (尉遲). Adoptaron apellidos chinos.
Un plan antibudista fue elaborado por los Maestros Celestiales bajo Kou Qianzhi junto con Cui Hao, bajo el Emperador Taiwu. Los Maestros Celestiales del norte instaron a la persecución de los budistas bajo el emperador Taiwu en Wei del Norte, atacando al budismo y al Buda como malvados y contrarios a la estabilidad y la familia. El antibudismo era la posición de Kou Qianzhi. No hubo prohibición de los Maestros Celestiales a pesar del incumplimiento de la agenda de Cui Hao y Kou Qianzhi en su campaña antibudista.

### Construcción de la Gran Muralla
Para resistir las amenazas de los Rouran, los emperadores de Wei del Norte comenzaron a embarcarse en la construcción de su propia Gran Muralla, la primera desde la dinastía Han. En 423, se construyó una línea de defensa de más de 2.000 li de largo; su camino siguió aproximadamente el antiguo muro de Zhao desde el condado de Chicheng en la provincia de Hebei hasta el condado de Wuyuan en Mongolia Interior. En el año 446, 100.000 hombres fueron puestos a trabajar en la construcción de un muro interior desde Yanqing, pasando al sur de la capital de Wei, Pingcheng, y terminando cerca de Pingguan en la orilla oriental del río Amarillo. Los dos muros de Wei del norte formaron la base del sistema de muros de doble capa Xuanfu-Datong que protegió a Beijing mil años más tarde durante la dinastía Ming.

## Desunión y ruptura

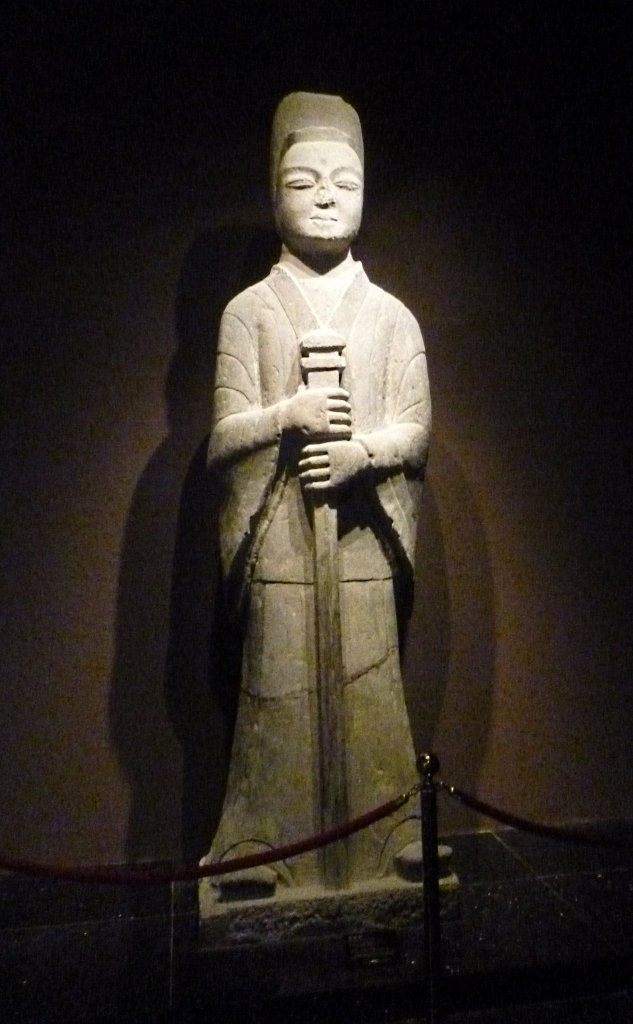
Estatua de piedra frente a tumba. Dinastía de Wei del Norte (386–534 a. C.) en el Museo de Luoyang.

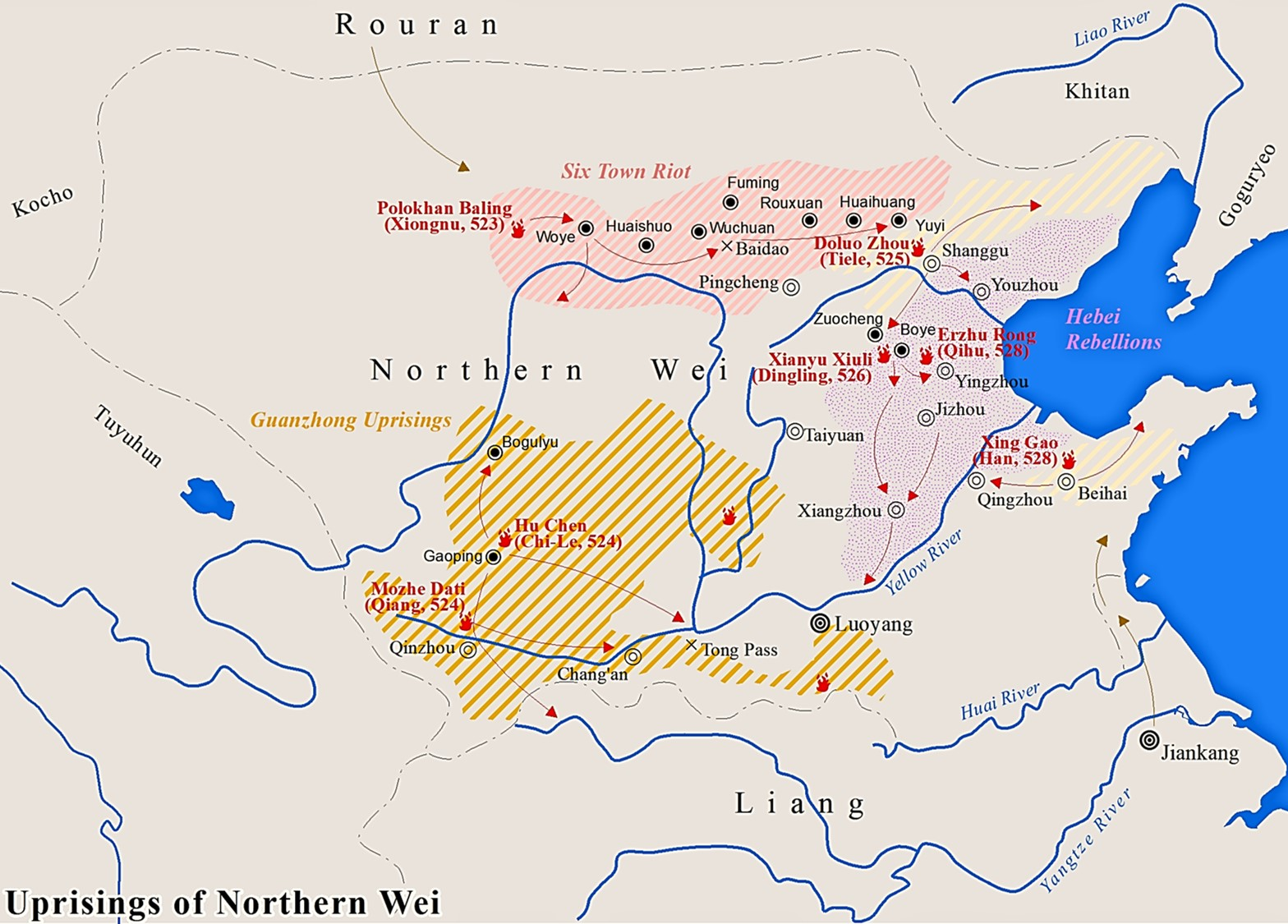
Levantamientos de finales de la Dinastía de Wei del Norte que eventualmente causarían su colapso

La fuerte influencia china en el estado de Wei del Norte, que se prolongó durante todo el siglo V, afectó principalmente a la corte y las altas esferas de la aristocracia Tuoba. Los ejércitos que custodiaban las fronteras del norte del imperio y el pueblo Xianbei, que estaba menos sinizado, comenzaron a mostrar sentimientos de hostilidad hacia la corte aristocrática y las altas esferas de la sociedad civil. Al principio de la historia de Wei del Norte, se enfatizó mucho la defensa en la frontera norte contra los Rouran, y el servicio militar en la frontera norte se consideró un servicio de honor que recibió un alto reconocimiento. Después de todo, durante la fundación y las primeras etapas de Wei del Norte, fue la fuerza de la espada y el arco lo que forjó el imperio y lo mantuvo. Pero una vez que la campaña de sinización del emperador Xiaowen comenzó en serio, el servicio militar, particularmente en la frontera norte, ya no se consideró un estatus honorable, y las familias guerreras tradicionales Xianbei en la frontera norte fueron irrespetadas y se anularon muchos de sus privilegios anteriores; estas familias guerreras que originalmente habían sido consideradas de clase alta ahora se consideraban una clase baja en la jerarquía social.

### Rebeliones en las seis ciudades fronterizas
Estallaron rebeliones en las seis grandes ciudades en la frontera norte y se extendieron como la pólvora por todo el norte. Estas rebeliones duraron una década.
En 523, las tribus nómadas Rouran sufrieron una gran hambruna debido a sucesivos años de sequía. En abril, el Khan Rouran envió tropas para saquear Huaihuang para resolver la hambruna. La gente del pueblo se sublevó y mató al comandante del pueblo. Pronto estalló la rebelión contra la corte de Luoyang en toda la región. En Woye, Poliuhan Baling (破六韓拔陵) se convirtió en un líder rebelde y su ejército rápidamente tomó a Woye y sitió Wuchuan y Huaishuo.
En otras partes de Qinzhou (Gansu), líderes Qiang como Mozhe Dati (莫折大提) también se levantaron contra el gobierno. En Gaoping (actual Guyuan), Hu Chen (胡琛) y los Xiongnu se rebelaron y se autodenominaron Rey de Gaoping. En Hebei, Ge Rong se rebeló y se autoproclamó Emperador de Qi.
La rebelión de Poliuhan Baling fue derrotada en 525. Sin embargo, otras rebeliones antisinización se habían extendido a otras regiones como Hebei y Guanzhong y no se pacificaron hasta el año 530.

### Ascenso de Erzhu Rong y masacre de Heyin
Agravando la situación, la emperatriz viuda Hu envenenó a su propio hijo, el emperador Xiaoming en 528, después de que el emperador mostrara desaprobación por su manejo de los asuntos cuando comenzó a alcanzar la mayoría de edad y se preparó para reclamar el poder que había tenido la emperatriz en su nombre desde que heredó el trono siendo un bebé, dando a la emperatriz viuda el gobierno del país durante más de una década. Al enterarse de la noticia de la muerte del emperador de 18 años, el general Erzhu Rong, que ya se había movilizado por órdenes secretas del emperador para apoyarlo en su lucha con la emperatriz viuda Hu, se volvió hacia Luoyang. Anunciando que estaba instalando un nuevo emperador elegido por un antiguo método Xianbei de fundir figuras de bronce, Erzhu Rong convocó a los funcionarios de la ciudad para que conocieran a su nuevo emperador. Sin embargo, a su llegada, les dijo que iban a ser castigados por su desgobierno y los masacró, arrojando a la emperatriz Hu y su candidato (otro emperador niño títere Yuan Zhao) al río Amarillo. Los informes estiman que 2.000 cortesanos murieron en esta masacre de Heyin el día 13 del segundo mes de 528. Erzhu Rong proclamó a Yuan Ziyou, nieto del emperador Xianwen, como el nuevo emperador Xiaozhuang de Wei del Norte.
En 529, el general de Liang, Chen Qingzhi, saqueó Luoyang, obligando al emperador Xiaozhuang a huir y proclamando emperador a Yuan Hao, otro nieto del emperador Xianwen, antes de su derrota final por Erzhu Rong.

### Guerra civil y los dos generales

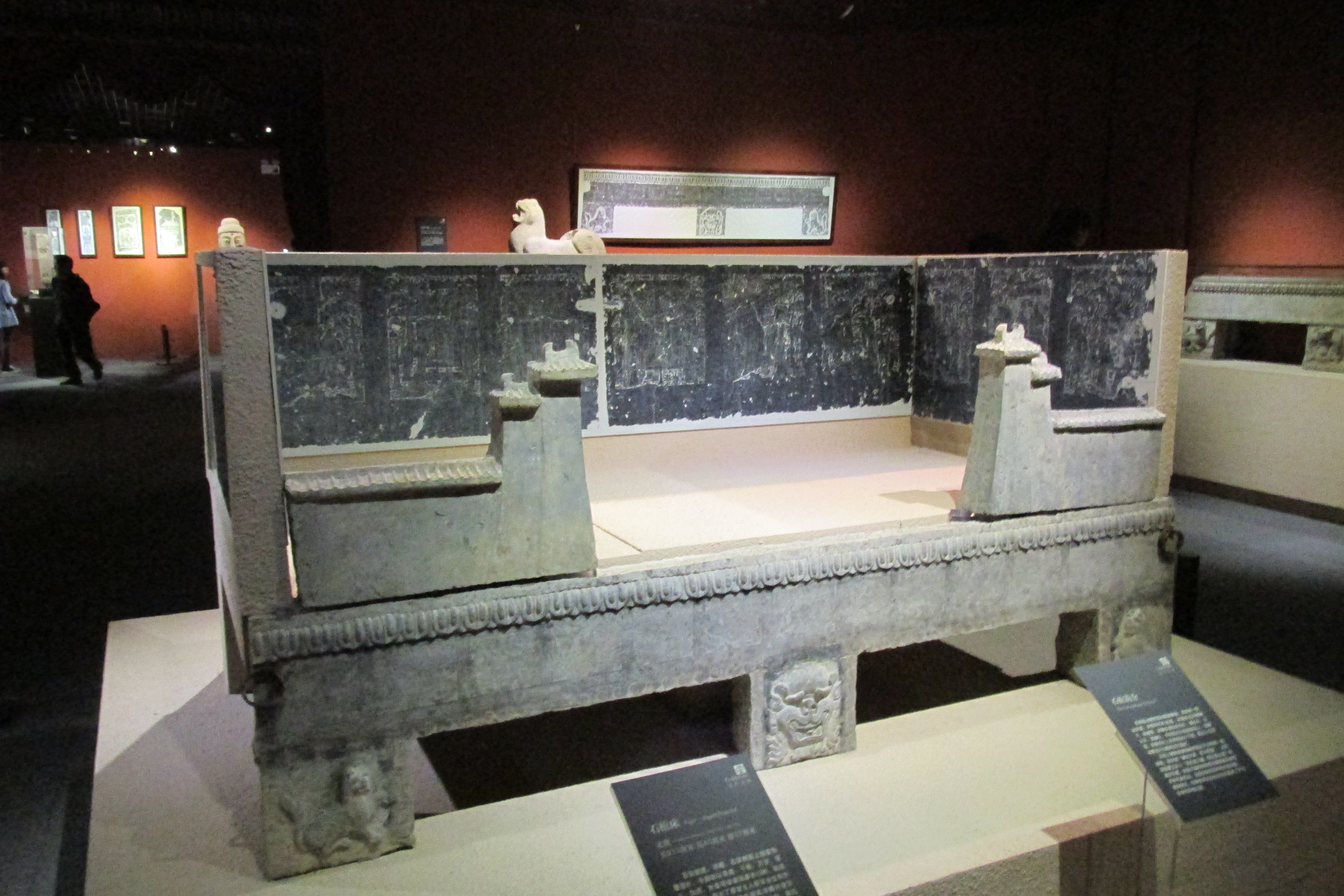
Cama de piedra con forma de tigre. Wei del Norte. Museo de Shenzhen.

A partir de entonces el clan Erzhu dominó la corte imperial, el emperador tenía el poder solo de nombre y la mayoría de las decisiones pasaban realmente por los Erzhu. El emperador detuvo la mayoría de las rebeliones, reunificando en gran parte el estado de Wei del Norte. Sin embargo, el emperador Xiaozhuang, que no deseaba seguir siendo un emperador títere y era muy cauteloso con el poder generalizado del clan Erzhu y su cuestionable lealtad e intenciones hacia el trono (después de todo, este hombre había ordenado una masacre de la corte y dado muerte al anterior emperador y emperatriz viuda), mató a Erzhu Rong en el año 530 en una emboscada en el palacio, lo que llevó a la reanudación de la guerra civil, inicialmente entre el clan Erzhu y el emperador Xiaozhuang, y luego, después de su victoria sobre el emperador Xiaozhuang en 531, entre el clan Erzhu y aquellos que resistieron su dominio. A raíz de estas guerras, dos generales pusieron en marcha acciones que resultarían en la división de Wei del Norte en Wei del Este y Wei del Oeste.
El general Gao Huan era originario de la frontera norte, uno de los muchos soldados que se habían rendido a Erzhu, quien finalmente se convirtió en uno de los principales lugartenientes del clan Erzhu. Pero más tarde, Gao Huan reunió a sus propios hombres de las tropas Han y no-Han, para volverse contra el clan Erzhu, entrando y tomando la capital Luoyang en 532. Confiado en su éxito, depuso al emperador Jiemin de Wei del Norte, el emperador reclamado por el clan Erzhu, y a Yuan Lang, el emperador reclamado por el propio Gao, al considerarlo demasiado distante. Estableció un emperador candidato, el emperador Xiaowu de Wei del Norte, en el trono de Luoyang y continuó sus campañas en el exterior. Sin embargo, el emperador, junto con el jefe militar de Luoyang, Husi Chun, comenzaron a conspirar contra Gao Huan. Sin embargo, Gao Huan logró mantener el control de Luoyang, y el gobernante infiel y un puñado de seguidores huyeron hacia el oeste, a la región gobernada por el poderoso señor de la guerra Yuwen Tai. En ese momento Gao Huan anunció su decisión de trasladar la corte de Luoyang a su ciudad capital de Ye. En los tres días posteriores al decreto, 400.000 familias, tal vez 2.000.000 de personas, tuvieron que abandonar sus hogares en la capital y sus alrededores para trasladarse a Yeh cuando el otoño se convirtió en invierno'. Ahora existían dos pretendientes rivales al trono de Wei del Norte, lo que llevó a la división del estado en 534-535 en Wei del Este y Wei del Oeste.

### Caída
Ni Wei del Este ni Wei del Oeste fueron longevos. En el año 550, el hijo de Gao Huan, Gao Yang, obligó al Emperador Xiaojing de Wei del Este a cederle el trono, poniendo fin a Wei del Este y estableciendo Qi del Norte. De manera similar, en 557, el sobrino de Yuwen Tai, Yuwen Hu, obligó al emperador Gong de Wei del Oeste a ceder el trono al hijo de Yuwen Tai, Yuwen Jue, poniendo fin a Wei del Oeste y estableciendo Zhou del Norte. En 581, el funcionario de Zhou del Norte, Yang Jian, hizo que el emperador le cediera el trono, estableciendo la efímera dinastía Sui y extinguiendo finalmente el gobierno imperial de los Xianbei.

## Cultura y legado

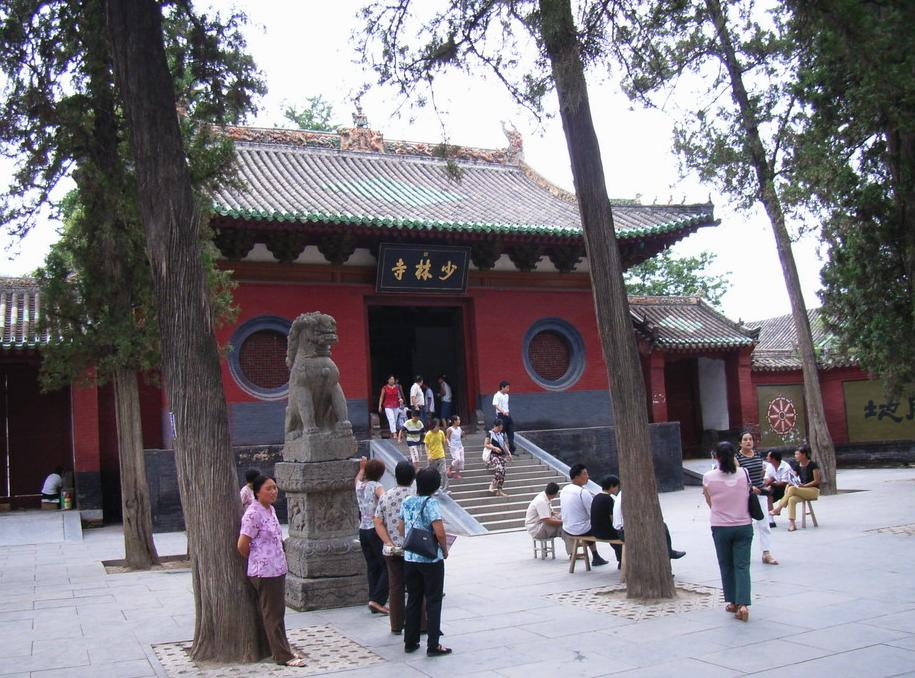
El Monasterio de Shaolin fue construido por el Emperador Xiaowen en 477 a. C.

La dinastía Wei del Norte fue la más longeva y poderosa de las dinastías del Norte antes de la reunificación de China por parte de la dinastía Sui. El arte de Wei del norte estuvo bajo la influencia de las tradiciones de la India y Asia Central a través de las rutas comerciales. Lo más importante para la historia del arte chino fue que los gobernantes Wei se convirtieron al budismo y fueron grandes mecenas de las artes budistas.
Gran parte del patrimonio más importante de China, como las Grutas de Yungang, las Grutas de Longmen, el Monasterio de Shaolin o la Pagoda de Songyue, fueron construidas por Wei del Norte. Durante esta época se escribieron libros importantes como Qimin Yaoshu y Commentary on the Water Classic, una obra monumental sobre la geografía de China.
La leyenda de Hua Mulan se origina en la época de Wei del Norte, en la que Mulan, disfrazada de hombre, toma el lugar de su anciano padre en el ejército Wei para defender a China de los invasores Rouran.

## Soberanos de la dinastía Wei del Norte
| Nombre póstumo | Nombre Personal      | Periodo de reinado | Nombre de la época |
| -------------- | -------------------- | ------------------ | --- |
| Daowu          | Tuoba Gui            | 386-409            | Dengguo (登國) 386-396 Huangshi (皇始) 396-398 Tianxing (天興) 398-404 Tianci (天賜) 404–409                                                         |
| Mingyuan       | Tuoba Si             | 409-423            | Yongxing (永興) 409-413 Shenrui (神瑞) 414-416 Taichang (泰常) 416–423                                                                               |
| Taiwu          | Tuoba Tao            | 424-452            | Shiguang (始光) 424-428 Shenjia (神䴥) 428-431 Yanhe (延和) 432-434 Taiyan (太延) 435-440 Taipingzhenjun (太平真君) 440-451 Zhengping (正平) 451–452 |
| –              | Tuoba Yu             | 452                | Chengping (承平) 452 |
| Wencheng       | Tuoba Jun            | 452-465            | Xingan (興安) 452-454 Xingguang (興光) 454-455 Tai'an (太安) 455-459 Heping (和平) 460–465                                                           |
| Xianwen        | Tuoba Hong           | 466-471            | Tian'an (天安) 466-467 Huangxing (皇興) 467–471 |
| Xiaowen        | Tuoba Hong Yuan Hong | 471-499            | Yanxing (延興) 471-476 Chengming (承明) 476 Taihe (太和) 477–499                                                                                     |
| Xuanwu         | Yuan Ke              | 499-515            | Jingming (景明) 500-503 Zhengshi (正始) 504-508 Yongping (永平) 508-512 Yanchang (延昌) 512–515                                                      |
| Xiaoming       | Yuan Xu              | 516-528            | Xiping (熙平) 516-518 Shengui (神龜) 518-520 Zhengguang (正光) 520-525 Xiaochang (孝昌) 525-527 Wutai (武泰) 528                                     |
| –              | Yuan Zhao            | 528                | – |
| Xiaozhuang     | Yuan Ziyou           | 528-530            | Jianyi (建義) 528 Yongan (永安) 528–530 |
| –              | Yuan Ye              | 530-531            | Jianming (建明) 530–531 |
| Jiemin         | Yuan Gong            | 531-532            | Putai (普泰) 531–532 |
| –              | Yuan Lang            | 531-532            | Zhongxing (中興) 531–532 |
| Xiaowu         | Yuan Xiu             | 532-535            | Taichang (太昌) 532 Yongxing (永興) 532 Yongxi (永熙) 532–535                                                                                        |

Galería de imágenes
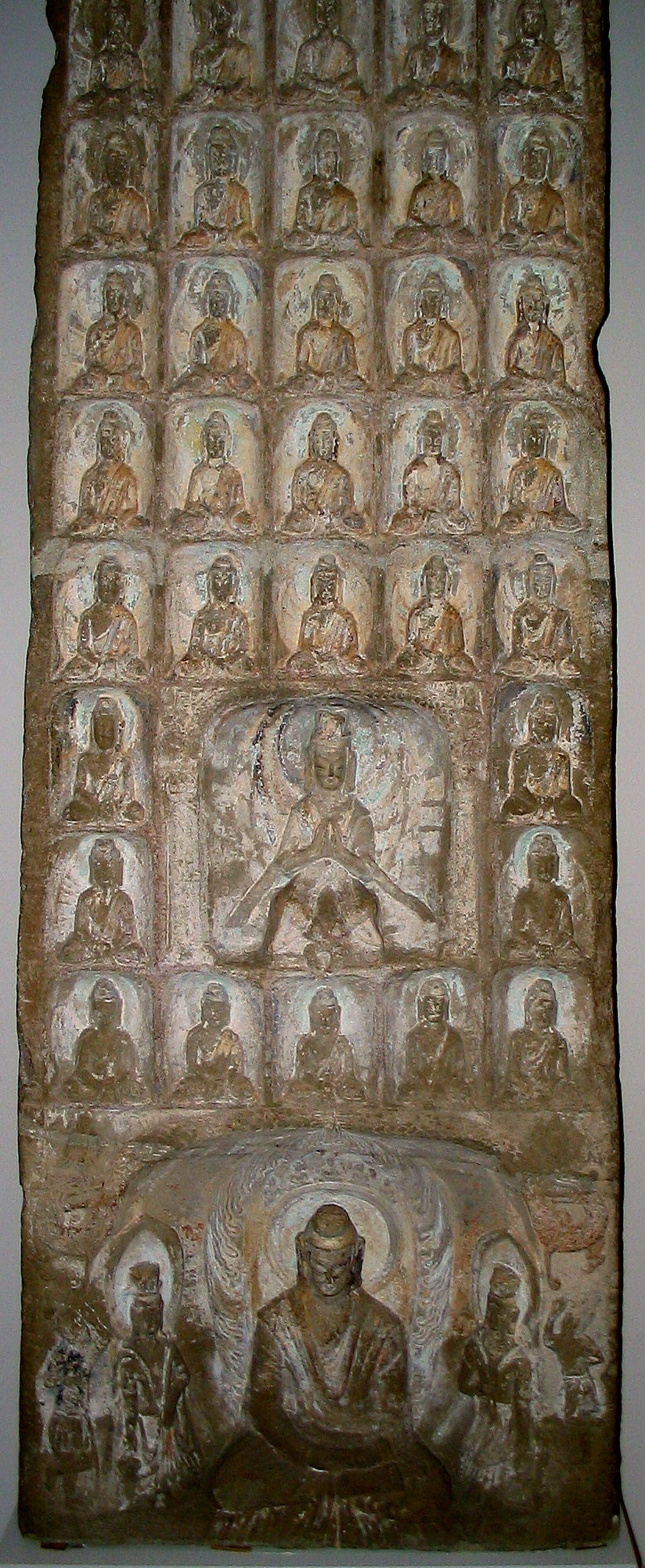
Una estela budista del período Wei del Norte, construida a principios del siglo VI.
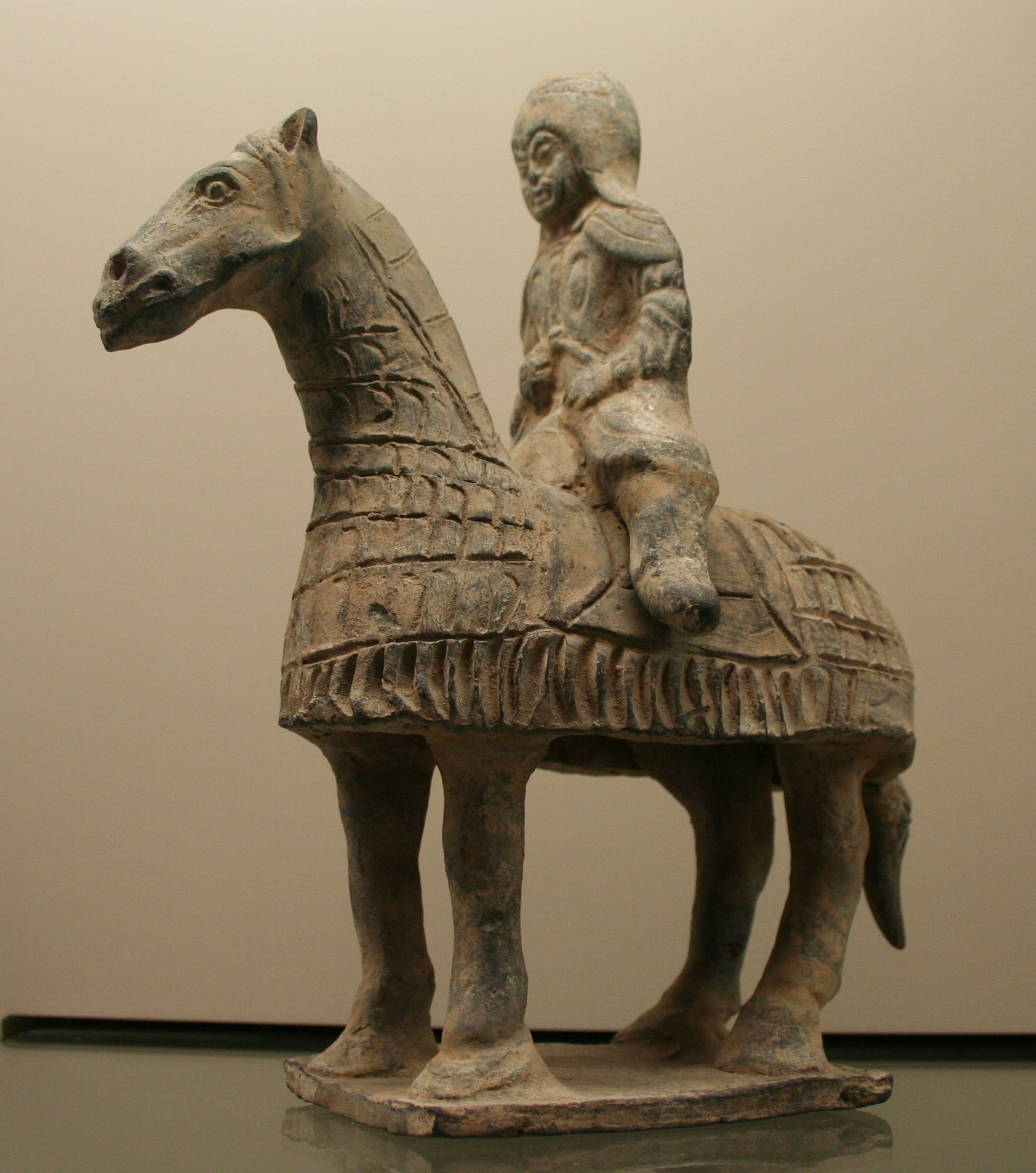
Guerrero montado de la dinastía Wei del Norte, de las colecciones del Museo Cernuschi.
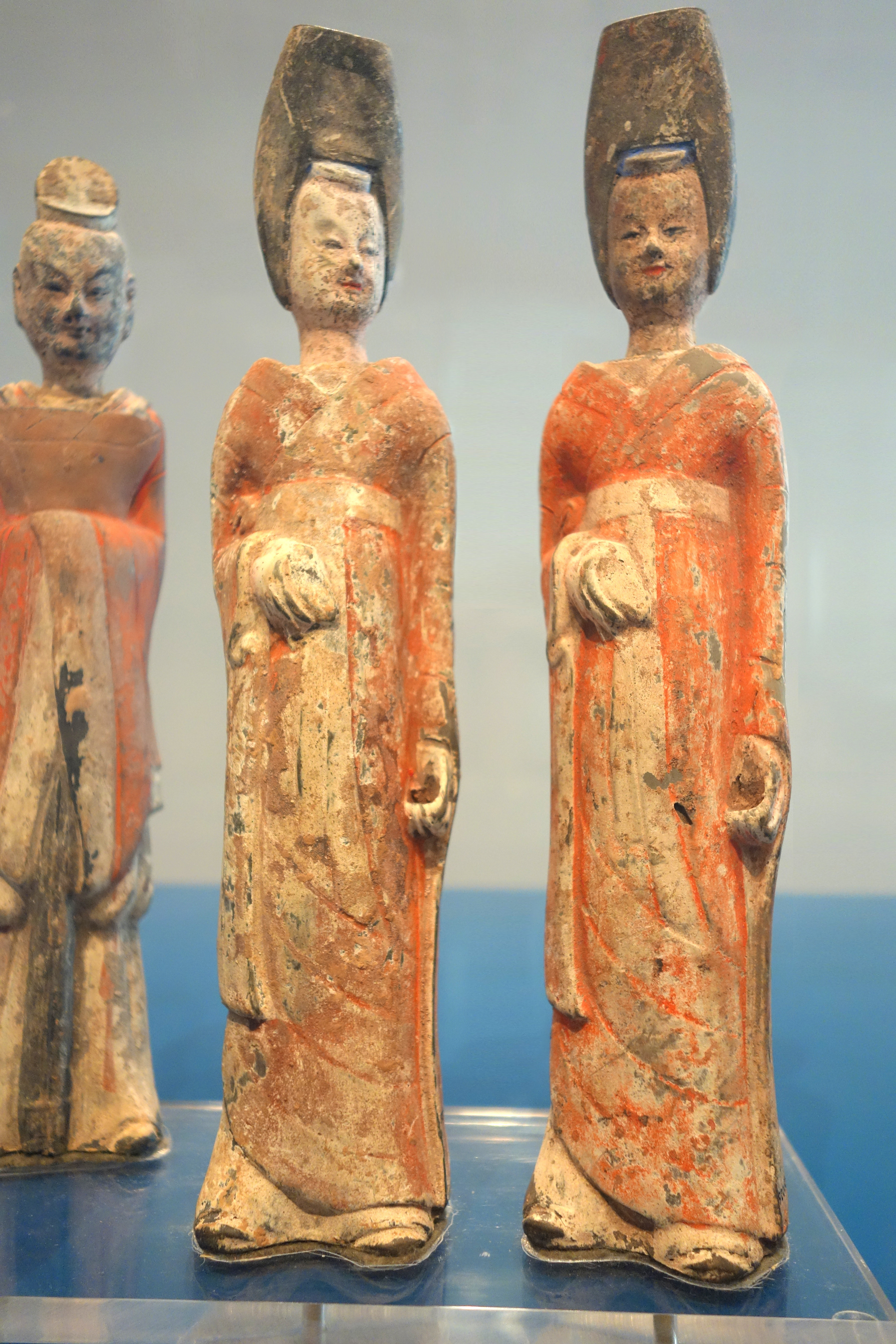
Figuras de damas de la corte, Museo Real de Ontario.
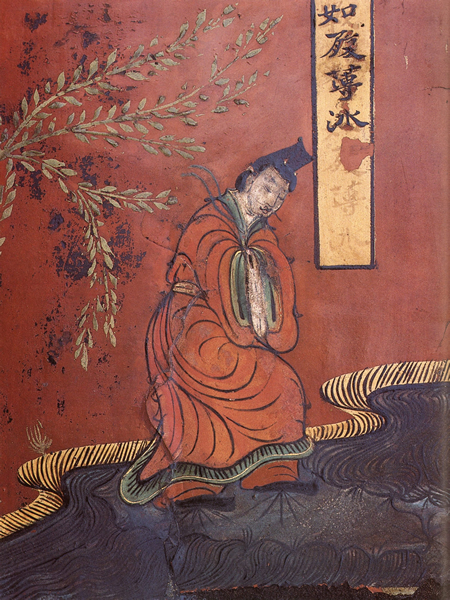
Figura masculina con vestido  Hanfu , de una pintura lacada sobre madera, período Wei del Norte, siglo V d.C.
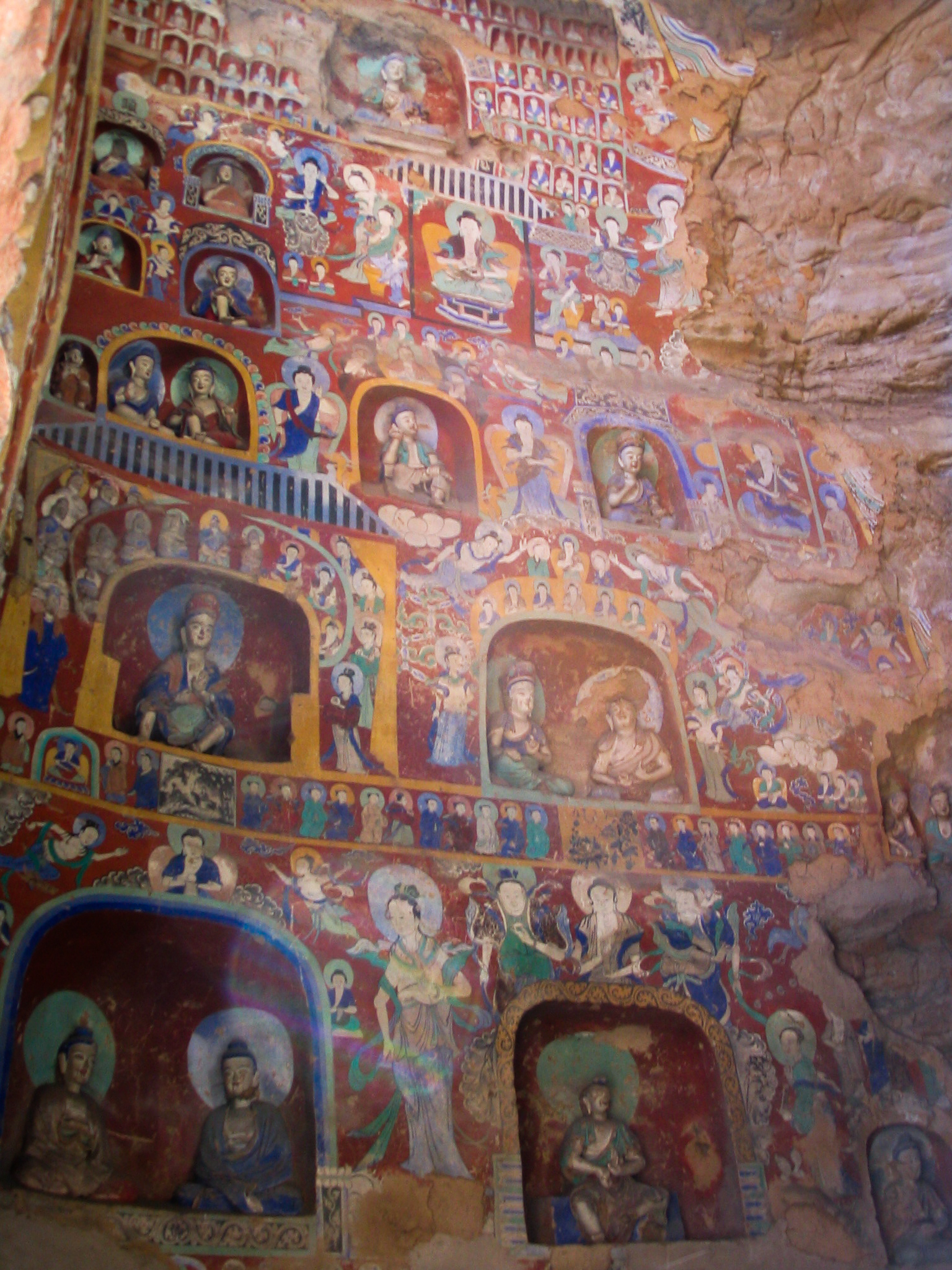
Murales y figurillas pintadas de Wei del Norte, Grutas de Yungang, siglos V y VI.